# Toyota Mirai
La Toyota Mirai ("Futuro" in giapponese) è una berlina prodotta dalla casa automobilistica giapponese Toyota dal 2015, dopo la sua presentazione ufficiale avvenuta l'anno precedente al Salone dell'automobile di Los Angeles. Nel 2021 ne è stata presentata la seconda generazione.
È un veicolo a idrogeno a celle a combustibile.
Viene venduta in Giappone, negli Stati Uniti e in alcuni stati dell'Europa tra cui Regno Unito, Danimarca, Belgio e Germania. In California sono stati venduti più di 3000 veicoli. Le vetture realizzate sono arrivate a 6000 unità.
La Mirai ha raggiunto a giugno 2021 il record di distanza percorsa con un pieno: 1003 chilometri.

## Caratteristiche
La Mirai utilizza il Toyota Fuel Cell System (TFCS), che è dotato sia della tecnologia a celle a combustibile che della tecnologia del veicolo ibrido elettrico, e comprende componenti sviluppate dalla Toyota tra le quali la pila a celle a combustibile (FC), il convertitore boost FC ed i serbatoi per idrogeno ad alta pressione. Il TFCS ha un'efficienza energetica maggiore rispetto al motore a combustione interna e non emette anidride carbonica o SOC, sostanze potenzialmente pericolose, durante l'uso.
Il rifornimento di idrogeno richiede dai 3 ai 5 minuti.

## La pila a celle a combustibile
La nuova pila FC dell'auto raggiunge una potenza massima di 114 kW (153 CV).
La densità di potenza della pila è di 3.1 kW/l o 2.0 kW/kg. Ogni pila comprende 370 celle, con uno spessore della cella di 1,34 mm ed un peso di 102 grammi. La cella utilizzata nella Mirai seconda generazione ha densità di potenza di 5.4 kW/l.

## I serbatoi per idrogeno ad alta pressione
La Mirai ha due serbatoi per l'idrogeno con una struttura a tre strati in polimero rinforzato con fibra di carbonio e altri materiali. L'idrogeno è stoccato ad una pressione di 70 MPa (700 bar). I 2 serbatoi hanno un peso complessivo di 87.5 Kg. La seconda generazione adotta 3 serbatoi.

## Toyota Mirai in Italia
La commercializzazione della Toyota Mirai in Italia non era possibile per il fatto che i distributori di idrogeno, per legge, avrebbero potuto stoccare il gas ad una pressione massima di 350 bar, mentre Toyota prevede un rifornimento alla pressione di 700 bar; in seguito la legge è stata però adeguata, superando il problema.
La seconda generazione della Mirai, più potente e con maggiore autonomia (da 650 a 850 km a seconda del test utilizzato) è stata messa in vendita in Germania al prezzo di 64.000 euro.